# Медресе Ходжа Абдулазиз
Медресе Ходжа Абдулазиз (узб. Abdulazizxo'ja madrasasi) — памятник архитектуры, здание медресе в Карши (Узбекистан). Один из объектов туристского маршрута по городу Карши. Построено в 1909 году, в эпоху правления узбекского правителя Абдулахад-хана (1885—1910). В начале XX века функционировал как медресе, куда приезжали студенты из разных городов Бухарского эмирата. В 1975—2007 годы, в нëм располагался Кашкадарьинский областной краеведческий музей.